# Zuschussverlag
Der im Verlagswesen gebräuchliche Begriff Zuschussverlag kann hinsichtlich der Unternehmensform und hinsichtlich des Umfangs der von einem solchen Unternehmen erhobenen Druckkostenzuschüsse/Kostenzuschüsse/Publikationsgebühren unterschiedlich sein. Es ist erstens zu unterscheiden, ob es sich um einen Verlag (der die Rechte ganz oder teilweise erwirbt) oder einen Dienstleister (der Autor behält die Rechte, die Veröffentlichung erfolgt als Selbstpublikation und einzelne Leistungen werden dazugekauft) handelt, auch für letztere wird der Begriff manchmal verwendet. Zweitens kann sich die Höhe der Zuschusses und der Anteil an den Kosten unterscheiden.

## Zuordnungen und Abgrenzungen

### Mögliche Zuschussforderungen und ihre Ableitungen
Zuschussverlage erheben von Dritten oder den Autoren selbst für die Erstellung einer Buchveröffentlichung einen so genannten „Druckkostenzuschuss“. Ein solcher „Druckkostenzuschuss“ kann umfassen:
1. eine anteilige oder komplette Übernahme der Kosten für den Druck[1][2][3]
2. eine Übernahme sämtlicher, auch für die über den Druck hinausgehenden Kosten[3]
3. eine Übernahme sämtlicher Kosten für die Erstellung inklusive einer zuvor einkalkulierten Gewinnspanne für den Hersteller[1][2][3][4]

Jong-Rak Shin zitiert in seiner Dissertation hierzu Eduard Schönstedt aus Der Buchverlag, wonach dieser angesichts derart unterschiedlich umfangreich zu leistender Zuschüsse deshalb zwischen (siehe 1.) „Druckkostenverlag“, (siehe 2.) „Herstellkostenverlag“ und (siehe 3.) „Selbstkostenverlag“ unterscheidet.
Geleistet wurden und werden diese als „Druckkostenzuschuss“ bezeichneten Zuschüsse:
- von Mäzenen wie z. B. bereits Anfang des 17. Jahrhunderts vom Kurfürstentum Sachsen[6] oder in heutiger Zeit insbesondere von Stiftungen zur Wissenschaftsförderung
- von Institutionen (z. B. Bibliotheken oder Universitäten)
- durch die Autoren selbst (z. B. von Doktoranden oder so genannten „Hobbyautoren“)

Buchverlage im „traditionellen“ Sinne bzw. Publikumsverlage definieren sich gerade dadurch, dass sie das gesamte unternehmerische Risiko übernehmen und demzufolge von ihren Autoren auch keinerlei Druckkostenzuschuss einfordern. Zuschussverlage insbesondere im Verhältnis zu den Autoren dennoch als Verlag einzuordnen setzt voraus, dass sie mit den Autoren einen Verlagsvertrag (z. B. in Deutschland nach § 1 Verlagsgesetz) schließen und ihnen für die eingeforderten Zuschüsse z. B. einen vergleichsweise höheren Gewinnanteil an verkauften Exemplaren einräumen sowie auf eigenes Risiko die Kosten für Lektorat, Lagerhaltung (sofern fixe Auflagen z. B. im Offsetdruck hergestellt wurden), Vertrieb und Werbung übernehmen. Erheben sie umfangreichere „Zuschüsse“ (siehe 2. oder 3.) und schließen keinen Verlagsvertrag mit den Autoren, sind sie „kein Verlag im eigentlichen Sinn“, sondern kehren als Dienstleister für die Erstellung von Selbstpublikationen das Verlagsprinzip um.

### Unternehmensformen
Zuschussverlage treten in folgenden Unternehmensformen bzw. mit folgenden Geschäftsmodellen auf:
- Fachverlag zur Drucklegung von Informationen für die beruflich bedingte Nutzung.
  - Insbesondere Fachverlage für wissenschaftliche Werke (Wissenschaftsverlage) haben davon auszugehen, dass die von ihnen verlegten Werke (insbesondere Dissertationen) trotz und gerade wegen ihrer hohen Qualität oder/und ihres Anspruchs oder/und ihrer speziellen Thematik meist von vornherein nicht für einen großen Leserkreis bestimmt sind, deshalb nur eine niedrige Auflage haben und mit ihrem Verkauf kein ausreichender Gewinn zu erzielen ist. Auch bei einigen wissenschaftlichen Zeitschriften, besonders im Bereich der Biowissenschaften und der Medizin, sind Druckkostenzuschüsse weit verbreitet und werden beispielsweise pro Farbabbildung erhoben.
- Einige Unternehmen, die insbesondere belletristische Werke im Programm haben – darunter nicht zuletzt auch Autobiografien („Zeitzeugengeschichten“) und Gedichte[2] –, treten etwa seit den 1980ern mit Selbstbezeichnungen wie Dienstleistervertrag oder privater Verlag[2] „fälschlicherweise“[8] u. a. auch als „Zuschussverlag“[9] bzw. „Druckkostenzuschussverlag“[8] auf, zählen aber in Verbindung mit dem Umfang der von ihnen eingeforderten „Zuschüsse“[2][10] laut Schönstedt zu den „Selbstkostenverlagen“[5] und damit zu Dienstleistern für Selbstpublikationen.

### Kritik
Laut dem Tagesspiegel vom 18. Februar 2014 nutzen bereits Doktoranden einiger Fakultäten wie der Politologie insbesondere Digitaldienstleister bzw. Self-Publishing-Plattformen für die Selbstpublikation ihrer Dissertationen, da in dem beschriebenen Fall einer 400-seitigen Doktorarbeit allein für den „Druckkostenzuschuss“ 4.000 Euro angefallen und dann noch die Kosten für ein Lektorat zu bezahlen gewesen wären. Für eine Veröffentlichung in Jura kann der hierfür eingeforderte „Druckkostenzuschuss“ Promovierende „bis zu 10.000 Euro“ betragen, nachdem einige „sogenannte Wissenschaftsverlage“ ihre Marktposition schon „lange ausnutzen“ würden. Angesichts solcher „Zuschüsse“ ist es fraglich, inwieweit Fachverlage damit per se noch zu den Verlagen oder laut Eduard Schönstedt zu den „Selbstkostenverlagen“ zu zählen sind. Neben den Angeboten der Self-Publishing-Plattformen setzt sich auch immer mehr die weit preiswertere elektronische Dissertation als Medium der Veröffentlichung durch (→ siehe auch: Veröffentlichung einer Dissertation).
Da in der Praxis die Begriffe Zuschussverlag wie auch Druckkostenverlag, Herstellkostenverlag und Selbstkostenverlag nicht als Selbstbezeichnungen aufscheinen, sondern diese Unternehmen allesamt – in Teilen zu Unrecht – als Verlag auftreten, ist eine eindeutige Zuordnung erschwert. In einem Zeit-Artikel von 1975 berichtet Armin Ayren, wie er mehrere Angebote für generell nur schwer verkäufliche Lyrik-Bände angefordert hatte und anschließend lediglich auf ein einziges verweisen konnte, das den Kriterien eines Druckkostenverlags entsprochen hätte. Und in einem Brief von Ernst Rowohlt an Alfred Richard Meyer heißt es wiederum: „Mit welchem Stolz zeigtest Du mir zum Beispiel einmal eines der ersten Bücher des von uns so geliebten Heinrich Mann, das gegen Bezahlung der Herstellungskosten durch den Autor in einem sogenannten Selbstkostenverlag erschienen war.“
Und in der Begriffsbestimmung zum „Pseudoverlag“ heißt es auf einer Webseite des Aktionsbündnisses für faire Verlage: „Die betreffenden Verlage behaupten oft indes, dass der Autor nur einen Zuschuss zu den Herstellungskosten tragen müsse, da das Risiko einen unbekannten Autor zu verlegen unkalkulierbar groß sei.“ Der Autor Fred Breinersdorfer bezeichnet derartige Unternehmen als „jämmerliche Gelddruckmaschine auf den Rücken von Autoren.“
„Druckkostenzuschussverlage“ oder „Zuschussverlage“, die laut Schönstedt den „Herstellkostenverlagen“ und „Selbstkostenverlagen“ zuzuordnen sind, erheben dem Wortsinn nach weit mehr als einen Druckkostenzuschuss und werden wegen der dadurch bedingten „Umkehrung des Verlagsprinzips“ von ihren Kritikern wie u. a. dem Aktionsbündnis für faire Verlage auch als „Pseudoverlag“ bezeichnet. Zudem ist u. a. laut Armin Ayren schon seit Mitte der 1970er für den Wunsch, „ein eigenes Buch in Händen zu haben“, im Vergleich zur Leistungsfähigkeit derartiger Unternehmen davon auszugehen: „Der Drucker um die Ecke, der um seine Existenz kämpft, macht es billiger.“ Und selbst die können inzwischen s. o. laut Gemma Pörzgen im Tagesspiegel noch einmal von den Self-Publishing-Plattformen und den von ihnen zum Einsatz gebrachten Book-on-Demand-Verfahren unterboten werden.

## Reputation
Je nachdem, wer die Zuschüsse in welchem Begründungszusammenhang leistet, fällt auch die Reputation für damit erstellte Werke und ihre Verfasser aus:
- Wenn Stiftungen zur Wissenschaftsförderung, etwa die Deutsche Forschungsgemeinschaft oder die VG Wort, mit ihren vorgeschalteten Gutachterverfahren eine Buchveröffentlichung für derart bedeutsam halten, dass sie die Übernahme eines anfallenden Druckkostenzuschusses bewilligen, genießen derlei geförderte Publikationen eine hohe Reputation.

- Sofern insbesondere Doktoranden in den Geisteswissenschaften nicht gefördert werden, suchen sie ihre Dissertationen (→ siehe Abschnitt: Veröffentlichung der Dissertation) auf eigene Kosten bzw. unter Leistung entsprechender Zuschüsse möglichst in dafür anerkannten Fachverlagen zu veröffentlichen.

- Sofern hingegen unbekannte Autoren die Veröffentlichung von belletristischen Werken bezuschussen müssen, bieten sich ihnen unter diversen anderen Selbstbezeichnungen auftretende „Zuschuss“- bzw. „Selbstkostenverlage“ an,[18] die mit den Autoren keine Verlagsverträge sondern für das Erbringen von Dienstleistungen Werkverträge schließen. Von der Fachwelt werden diese Art von Unternehmen deshalb als Dienstleister für Selbstpublikationen angesehen und nicht als reguläre Verlage anerkannt. Durch derartige Unternehmen erstellte Bücher werden weder von der Literaturkritik noch vom Buchhandel von sich aus geordert. Der Verband deutscher Schriftsteller schließt von der Aufnahme als neues Mitglied aus, wer u. a. allein auf derart selbstfinanzierte Buchveröffentlichungen verweisen kann.[19] Das Gleiche gilt für die Bewerbung um Aufnahme in die Autorendatenbank des Friedrich-Bödecker-Kreises.[20]